# مقاطعة تنغستان

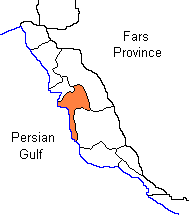
مقاطعة تنغستان في محافظة بوشهر

مقاطعة تنغستان (بالفارسية: شهرستان تنگستان) هي إحدى مقاطعات محافظة بوشهر الإيرانية. مركز المقاطعة هو مدينة أهرم. يبلغ عدد السكان حوالي 83,000 نسمة، غالبيتهم من اللور ويتكلمون باللغة اللورية الجَنوبية.